# Popinci
Popinci (Попинци, régi magyar nevén: Papi) település Szerbiában, a Vajdaságban, a Szerémségi körzetben, Pecsince községben.

## Demográfiai változások
| 1948 | 1953 | 1961 | 1971 | 1981 | 1991 | 2002 |
| ---- | ---- | ---- | ---- | ---- | ---- | ---- |
| 1483 | 1436 | 1360 | 1273 | 1252 | 1219 | 1360 |